# Arophyton
Arophyton, rod kozlačevki smješten u tribus Arophyteae, dio je potporodice Aroideae. . Pripada mu sedam vrsta rizomatoznog ili gomoljastog bilja; madagaskarski endemi.

## Vrste
1. Arophyton buchetii Bogner
2. Arophyton crassifolium (Buchet) Bogner
3. Arophyton humbertii Bogner
4. Arophyton pedatum Buchet
5. Arophyton rhizomatosum (Buchet) Bogner
6. Arophyton simplex Buchet
7. Arophyton tripartitum Jum.

## Sinonimi
- Humbertina Buchet
- Synandrogyne Buchet